# پیوند مخابراتی
در شبکه مخابراتی یک پیوند یا لینک (به انگلیسی: link) کانال مخابراتی است که دو یا تعداد بیشتری دستگاه را بهم متصل می‌کند. این پیوند می‌تواند یک پیوند فیزیکی تخصیص یافته باشد یا می‌تواند یک مدار مجازی باشد که از یکی یا بیشتر پیوند فیزیکی استفاده می‌کند یا یک پیوند فیزیکی را با دیگر پیوندهای مخابراتی به اشتراک می‌گذارد.
پیوند مخابراتی به‌طور کلی یکی از چندین نوع راه‌های انتقال ارتباطاتی است مثل آنچه ماهواره‌های مخابراتی، زیرساخت ارتباطات رادیویی زمینی و شبکه‌های کامپیوتری برای برقراری ارتباط بین دو یا چند نقطه فراهم می‌آورند.
واژه «پیوند» به‌طور وسیعی در شبکه کامپیوتری برای ارجاع به امکانات مخابراتی که گرههای شبکه را متصل می‌کنند به کار می‌رود. وقتی یک پیوند منطقی است نوع پیوند فیزیکی همیشه لازم است که مشخص باشد (به عنوان مثال؛ پیوند داده، پیوند رو به بالا، پیوند رو به پایین، پیوند فیبر نوری، پیوند نقطه به نقطه و …)

## انواع

### نقطه به نقطه[الف]
یک لینک نقطه به نقطه یک پیوند اختصاصی است که دقیقاً دو امکان ارتباطی را متصل می‌کند (به عنوان مثال، دو گره یک شبکه، یک ایستگاه مخابره داخل ساختمان در ورودی با یک ایستگاه داخلی دیگر، یک مسیر رادیویی بین دو نقطه و غیره)

### همه‌پخشی[ب]
پیوندهای همه‌پخشی یا تعدادی بیشتر گره را به هم مرتبط می‌کند و انتقال همه‌پخشی را پشتیبانی می‌کند، در صورتی که یک گره می‌تواند انتقال دهد به طوری که همه دیگر گره‌ها می‌توانند آن انتقال را دریافت کنند. برای نمونه اترنت.

### چندنقطه‌ای[پ]
همچنین به عنوان پیوند چندرسانه‌ای شناخته می‌شود، یک پیوند چندنقطه‌ای پیوندی است که دو یا چند گره را مرتبط می‌کند. همچنین به عنوان شبکه‌های توپولوژی عمومی شناخته می‌شود، این دربرگیرنده لینک‌های ATM و Frame Relay، و نیز شبکه‌های X.25 است که هنگام استفاده به عنوان پیوندها برای یک پروتکل لایه شبکه مانند IP استفاده می‌شود.
در این نوع برخلاف پیوندهای پخش، هیچ سازوکاری برای ارسال یک پیام تنها به تمام گره‌های دیگر بدون نسخه برداری و ارسال مجدد پیام وجود ندارد.

### نقطه-به-چندنقطه[ت]
پیوند نقطه به چندنقطه (یا به سادگی چند نقطه) نوع خاصی از پیوند چندنقطه‌ای است که شامل یک نقطه پایانی ارتباط مرکزی (CE) است که به چندین محیط جانبی متصل است. هر انتقال داده‌ای که از CE مرکزی به دست می‌آید، توسط تمام CEهای محیطی دریافت می‌شود در حالی که هر انتقال داده‌ای که از هر یک از CEهای محیطی بدست می‌آید فقط به وسیلهٔ CE مرکزی دریافت می‌شود.

### خصوصی و عمومی
به پیوندها اغلب با واژه‌ای اشاره می‌شود که که نشان دهنده مالکیت یا دسترس‌پذیری به آن پیوند است.
- پیوند خصوصی پیوندی است که یا متعلق به یک نهاد خاص است یا پیوندی است که فقط توسط یک نهاد خاص قابل‌دسترسی است.
- پیوند عمومی پیوندی است که از شبکه تلفن عمومی سوئیچ یا سایر خدمات عمومی یا نهادها برای ارائه پیوند استفاده می‌کند که هرکسی می‌تواند به آن دسترسی داشته باشد.

## جهت

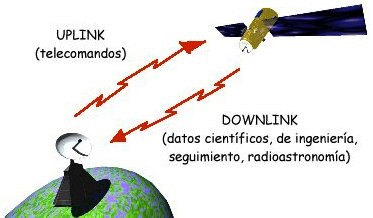
پیوند تغذیه‌کننده در اینجا: پیوند رو-به-بالا/ پیوند رو-به-پایین

### پیوند رو-به-بالا
- مربوط به خدمات ارتباطات رادیویی، یک پیوند رو-به-بالا[ث] (UL یا U/L) بخشی از یک پیوند تغذیه کننده مورد استفاده برای انتقال سیگنال‌ها از ایستگاه زمینی به یک ایستگاه رادیویی فضایی، سامانه‌های رادیویی فضایی یا سکوهای واقع در ارتفاعات بسیار بالا.
- در مورد GSM و شبکه‌های تلفن همراه، بالا بردن رادیو، مسیر انتقال از مرکز تلفن همراه (تلفن همراه) به یک مرکز پایه (مکان سلولی) است. ترافیک و سیگنالینگ جریان در BSS و NSS نیز می‌تواند به عنوان پیوند رو-به-بالا و پیوند رو-به-پایین شناسایی شود.
- در ارتباط با شبکه‌های کامپیوتری، یک پیوند رو-به-بالا ارتباطی از تجهیزات ارتباطی داده‌ها به سمت شبکه هسته است. این همچنین به عنوان یک ارتباط بالادست شناخته می‌شود.

### پیوند رو-به-پایین
- مرتبط به خدمات ارتباطات رادیویی، یک پیوند رو-به-پایین[ج] (DL یا D / L) بخشی از یک تغذیه کننده مورد استفاده برای انتقال سیگنال از یک مرکز فضایی رادیویی، سیستم‌های رادیویی فضایی یا سکوهای واقع در پیوند رو-به-بالا به یک مرکز زمینی.
- در زمینه ارتباط‌های ماهواره ای، یک پیوند رو-به-پایین (DL) ارتباط از یک ماهواره به مرکز زمینی است.
- در مورد شبکه‌های تلفن همراه، مسیریابی بی‌سیم، مسیر انتقال از مکانی سلولی به تلفن همراه است. ترافیک و جهت دهی جریان در زیر سیستم مرکز پایه (BSS) و زیرسیستم تغییرات شبکه (NSS) نیز ممکن است به عنوان پیوند رو-به-بالا و پیوند رو-به-پایین شناخته شوند.
- مرتبط با شبکه‌های کامپیوتری، یک پیوند از طریق تجهیزات ارتباطی داده‌ها به تجهیزات پایانه داده وصل است. این همچنین به عنوان پیوند پایین دست شناخته می‌شود.

### پیوند رو به جلو[چ]
پیوند مستقیم یک پیوند از مکانی ثابت (به عنوان مثال، یک ایستگاه پایه) به کاربر تلفن همراه است. اگر پیوند شامل یک ماهواره انتقال ارتباطات باشد، لینک مستقیم شامل هر دو پیوند رو-به-بالا (مرکز پایه به ماهواره) و یک پیوند رو-به-پایین (ماهواره‌ای به کاربر تلفن همراه) خواهد بود.

### پیوند معکوس[ح]
پیوند معکوس (بعضی وقت‌ها به عنوان یک کانال بازگشتی نامیده می‌شود) پیوند از یک کاربر تلفن همراه به یک مرکز پایه ثابت است.
اگر پیوند شامل یک ماهواره انتقال ارتباطات باشد، پیوند معکوس شامل هر دو پیوند رو-به-بالا (مرکز تلفن همراه به ماهواره) و یک پیوند رو-به-پایین (ماهواره به مرکز پایه) است که با هم یک‌نیمه هپ (یک نوع ارتباط مخابراتی) است را تشکیل می‌دهند.

## یادداشت
1. ↑  Point-to-point
2. ↑  Broadcast
3. ↑  Multipoint
4. ↑  Point-to-multipoint
5. ↑  Uplink
6. ↑  Downlink
7. ↑  Forward link
8. ↑  Reverse link